# Otothyris rostrata
Otothyris rostrata е вид лъчеперка от семейство Loricariidae.

## Разпространение
Видът е разпространен в Бразилия (Рио Гранди до Сул и Санта Катарина).